# Reis (Einheit)
Das Reis, Ries, war in Frankfurt am Main ein Maß für eine gewisse Anzahl Schiefersteine für Dachdeckerarbeiten.
Dazu wurden die Steine aufrecht und eng mit der Breitseite nebeneinander in eine Reihe von 8 Werkschuh Länge gestellt. Der Werkschuh, auch Fuß oder nur Schuh genannt, hatte die Grundlänge von 12 Zoll, was etwa 28,5 Zentimetern entsprach. Eine etwaige Stückzahl Schiefersteinen, die so zu einer Reihe gestellt wurden, war bei etwa Dicke von 5 bis 6 Millimeter mit 50 bis 55 Stück anzunehmen.